# Con Kolivas
Con Kolivas (...) è un medico australiano, noto per alcuni suoi contributi al kernel Linux, cui ha dedicato parte del suo tempo libero.
Kolivas svolge il lavoro di anestesista, ma è noto in Internet per avere contribuito come programmatore ad alcune modifiche sul kernel Linux. Ha scritto alcune patch volte a migliorare le prestazioni negli ambienti desktop, in particolare riducendo l'impatto del I/O. Ha anche scritto un programma di benchmarking chiamato ConTest che può essere utilizzato per comparare le prestazioni di due differenti versioni di kernel.
Kolivas è soprattutto noto per il suo lavoro nell'ambito del CPU scheduling, in particolare per la sua implementazione di "Fair Share Scheduling", che ha ispirato Ingo Molnar nello sviluppo del Completely Fair Scheduler, in sostituzione del precedente O(1) scheduler, accreditando Kolivas in una nota. Kolivas ha sviluppato numerosi scheduler come il Staircase nel 2004, quindi il Rotating Staircase Deadline (RSDL) e successivamente il Staircase Deadline scheduler (SD), con lo scopo di dare una soluzione alle problematiche di interattività del kernel Linux in ambito desktop. Inoltre ha scritto una patch di "swap prefetch", che permette ai processi di rispondere rapidamente dopo che il sistema operativo è stato in idle ed ha effettuato uno swap.  Molte delle sue patch sperimentali "-ck", come il codice per il prefetching e lo scheduling, non sono confluite nel kernel ufficiale di Linux.
Dal 24 luglio 2007, Kolivas ha annunciato di aver cessato ogni attività di sviluppo per il kernel di Linux.
Nel dicembre 2009, con il kernel 2.6.32, Kolivas ha ripreso lo sviluppo delle sue patch -ck ma non quello delle -cks.

## Il ritorno, Brain Fuck Scheduler
Il 31 agosto 2009, Kolivas ha annunciato di aver sviluppato un nuovo scheduler, chiamato BFS (Brain Fuck Scheduler). È stato scritto principalmente per l'uso su pc Desktop piuttosto che su pc server-oriented.

## Sviluppo di CGMINER
Kolivas è il principale sviluppatore di CGMINER, uno dei software più usati per il Bitcoin e per il Litecoin mining.